# Parque nacional de Phu Wiang
El Parque nacional de Phu Wiang  (en tailandés: อุทยานแห่งชาติภูเวียง) se encuentra en el distrito de Phu Wiang, provincia de Khon Kaen, al noreste de Tailandia. Fue creado en 1991, como el 71.º parque nacional del país. Se extiende por 325 kilómetros cuaadrados.
Es más conocido por sus numerosos sitios de huesos paleontológicos de dinosaurios, siendo el parque uno de los cementerios más grandes del mundo de dinosaurios. En 1996, los restos de los isanensis Siamotyrannus, una nueva familia de los lagartos carnívoros, fueron desenterrados en el parque.
El Museo de Dinosaurios Phu Wiang está situado dentro del parque y muestra muchos de los hallazgos del parque. El parque, que mide 325 kilómetros cuadrados de tamaño, se encuentra a unos 85 kilómetros (53 millas) al noroeste de Khon Kaen.